# HMS Ceylon (C30)
HMS Ceylon (C30) là một tàu tuần dương hạng nhẹ lớp Crown Colony của Hải quân Hoàng gia Anh Quốc; được đặt tên theo hòn đảo Ceylon, nay là Sri Lanka, vốn là một thuộc địa của Đế quốc Anh khi nó được chế tạo vào cuối những năm 1930. Ceylon đã hoạt động trong Chiến tranh Thế giới thứ hai, và sau chiến tranh được chuyển cho Hải quân Peru vào năm 1960. Được đổi tên thành BAP Coronel Bolognesi, nó tiếp tục phục vụ cho đến khi ngừng hoạt động vào tháng 5 năm 1982 rồi được tháo dỡ tại Đài Loan vào tháng 8 năm 1985.

## Thiết kế và chế tạo
Ceylon được chế tạo bởi hãng Alexander Stephen and Sons tại Govan, Scotland. Nó được đặt lườn vào ngày 27 tháng 4 năm 1939, được hạ thủy vào ngày 30 tháng 7 năm 1942, và được đưa ra hoạt động vào ngày 13 tháng 7 năm 1943. Nó là chiếc tàu chiến thứ hai của Hải quân Anh được đặt cái tên này.

## Lịch sử hoạt động

### Chiến tranh Thế giới thứ hai

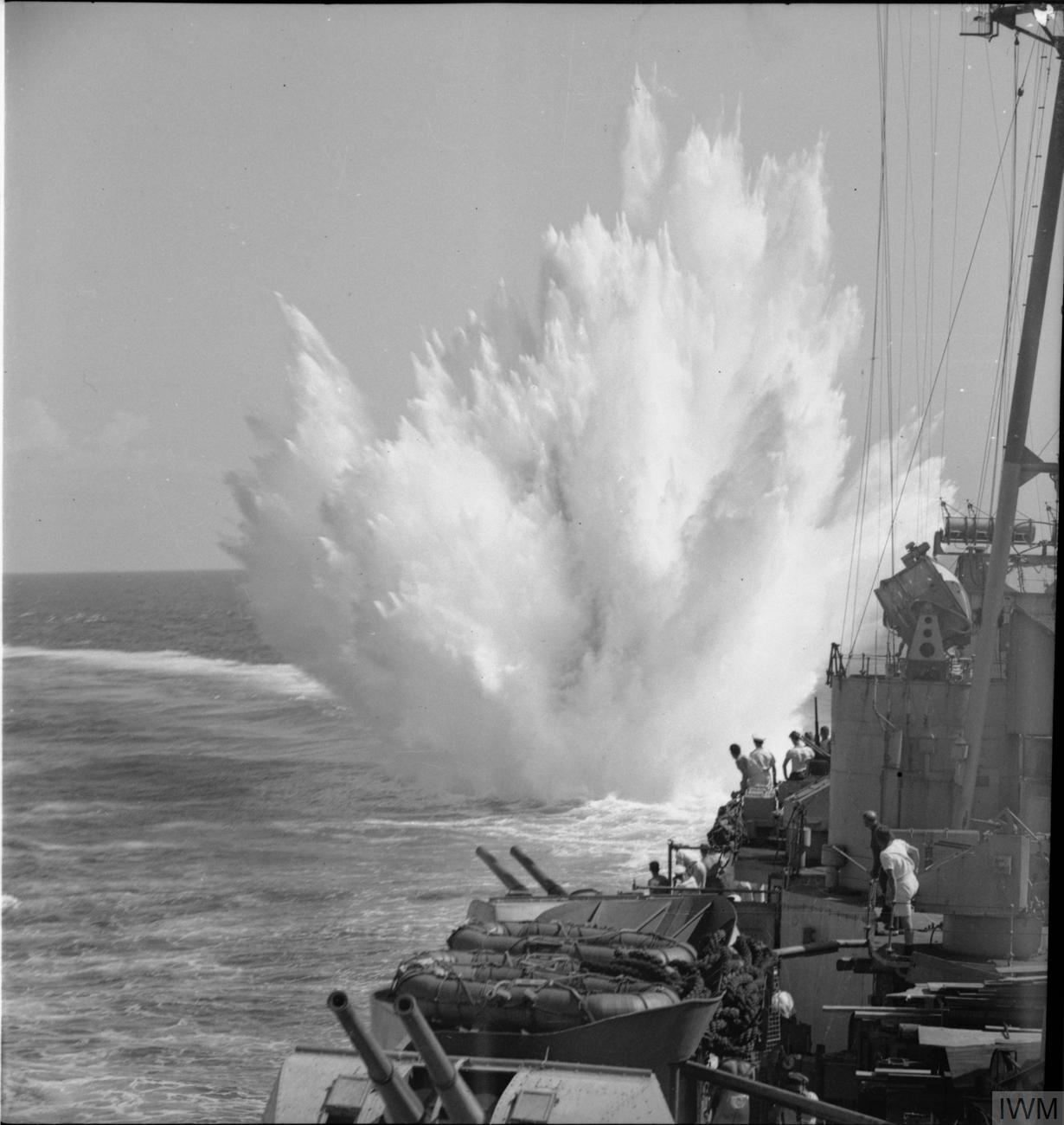
Một quả mìn sâu phát nổ sau khi được thả từ HMS Ceylon. Con tàu vừa mới ghé Colombo, thủ phủ của Ceylon.

Sau hai tháng hoạt động cùng Hạm đội Nhà, Ceylon được chuyển sang Hải đội Tuần dương 4 thuộc Hạm đội Viễn Đông, tham gia nhiều cuộc không kích bằng tàu sân bay, bắn phá và tuần tra xuống các lãnh thổ do Nhật Bản chiếm đóng, bao gồm các chiến dịch Cockpit, Meridian và Diplomat. Đến tháng 11 năm 1944, Ceylon gia nhập Hạm đội Thái Bình Dương, và khởi hành từ Trincomalee vào ngày 16 tháng 1 năm 1945, tham gia một cuộc bắn phá Pankalan Bradan trên đường đi. Tuy nhiên, đến tháng 5 năm 1945, nó quay trở lại Ấn Độ Dương bắn phá quần đảo Nicobar, và tiếp tục ở lại chiến trừng này cho đến khi chiến tranh kết thúc. Sang tháng 10 năm 1945, nó quay trở về Anh để tái trang bị và nghỉ ngơi.

### Sau chiến tranh
Sau chiến tranh, nó phục vụ cùng các hải đội tuần dương 5 và 4 tại các trạm Viễn Đông và Đông Ấn. Nó đã hoạt động tích cực trong cuộc Chiến tranh Triều Tiên, thực hiện một số nhiệm vụ bắn phá. Ceylon quay trở về Portsmouth vào tháng 10 năm 1954 để trải qua một đợt tái cấu trúc. Từ năm 1956 đến năm 1959, nó phục vụ cùng Hạm đội Địa Trung Hải, Hạm đội Nhà và lực lượng Đông Suez.
Ngày 18 tháng 12 năm 1959, nó quay trở về Portsmouth và được bán cho Peru trong tháng đó. Đến ngày 9 tháng 2 năm 1960, nó được chuyển giao cho Hải quân Peru và được đổi tên thành Coronel Bolognesi. Nó phục vụ thêm hơn hai mươi năm cùng Peru trước khi rút khỏi Đăng bạ Hải quân vào tháng 5 năm 1982. Nó được kéo đến Đài Loan vào tháng 8 năm 1985 để được tháo dỡ.